# بيير جورمان
بيير جورمان (بالإنجليزية: Pierre Gorman)‏ هو أمين مكتبة وعالم نفس أسترالي، ولد في 1 أكتوبر 1924 في ملبورن في أستراليا، وتوفي بنفس المكان في 1 أكتوبر 2006.